# Andreas Reiersen
Andreas Reiersen (født 5. november 1716 i København, død 9. april 1785 i Hillerød) var en dansk præst.
Faderen, justitsråd Jens Reiersen (død 1732), var bogholder ved Søetatens Generalkommissariat; moderen hed Cathrine, 
födt Wienecke (død 1737). Han blev student fra Københavns Skole 1735, lå på Regensen 1738-41 og blev 1742 sognepræst i Mov (ved Aalborg). Året efter ægtede han Christine Lunde (død 1791), datter af borgmester og stiftsskriver Niels Lunde i Roskilde. I 27 år røgtede Reiersen sit embede på dette sted, men længtes meget efter forflyttelse. Han underviste en del og fulgte i sin afsides præstegård godt med i den teologiske videnskab. 
1750-57 udgav han en oversættelse fra grundsproget af Josephus’ jødiske historie (3 bind) med oplysende anmærkninger (gennemset og på ny udgivet af J. Belsheim, Horten 1881). 1758 lod han i Aalborg trykke nogle Gudelige Tanker over søndagsevangelierne; de var rimvis affattede, særlig med den opvoksende ungdom for øje. 1769 leverede han bullen Unigenitus’ historie. Desuden sendte han bogelskeren grev Thott flere tykke manuskripter for om muligt at opnå hans Protektion (Thottske Samling, 4°, nr 6: oversættelse og forklaring af Jobs Bog, sammesteds nr. 95-96: oversættelse af Origenes’ skrift mod Celsus, efter Mosheim). 
Så forflyttedes han endelig 1769 til Ringsted, blev 1774 herredsprovst og 1778 slotspræst ved Frederiksborg og sognepræst i Hillerød og Herlev. Efter at være kommen til Sjælland udgav han en oversættelse af Køhlers fortsættelse af Holbergs kirkehistorie og tilføjede en udsigt over den danske kirkehistorie (1769). Ligeledes forfattede han en grundig Beskrivelse over St. Bendts Kirke i Ringsted (1779). Den anonyme danske oversættelse (1781) af Brødremenighedens lærebegreb, Spangenbergs bekendte Idea fidei fratrum, skal også være besørget af ham og kan opfattes som et udtryk for hans sympati for herrnhutismen.